# Кенџи (ера)
Кенџи (建治) је јапанска ера (ненко) која је настала после Бунеи и пре Коан ере. Временски је трајала од априла 1275. до фебруара 1278. године и припадала је Камакура периоду. Владајући монарх био је цар Го-Уда.

## Важнији догађаји Кенџи ере
- 1275. (Кенџи 1): Монголи шаљу представника за Камакуру заједно са делегацијом из Горјеоа (Кореје). Нежељени посетиоци су убијени а њихове одрубљене главе јавно су изложене на улици.[3]
- 1277. (Кенџи 3, пети месец): Јошимаса подноси оставку.[4]